# Yarməmmədbağı
Yarməmmədbağı è un comune dell'Azerbaigian situato nel distretto di Zərdab. Conta una popolazione di 1 085 abitanti.